# Xanthostemon verdugonianus
Xanthostemon verdugonianus är en myrtenväxtart som beskrevs av Andrés Náves och Fern.-vill.. Xanthostemon verdugonianus ingår i släktet Xanthostemon och familjen myrtenväxter. IUCN kategoriserar arten globalt som sårbar. Inga underarter finns listade i Catalogue of Life.

## Bildgalleri

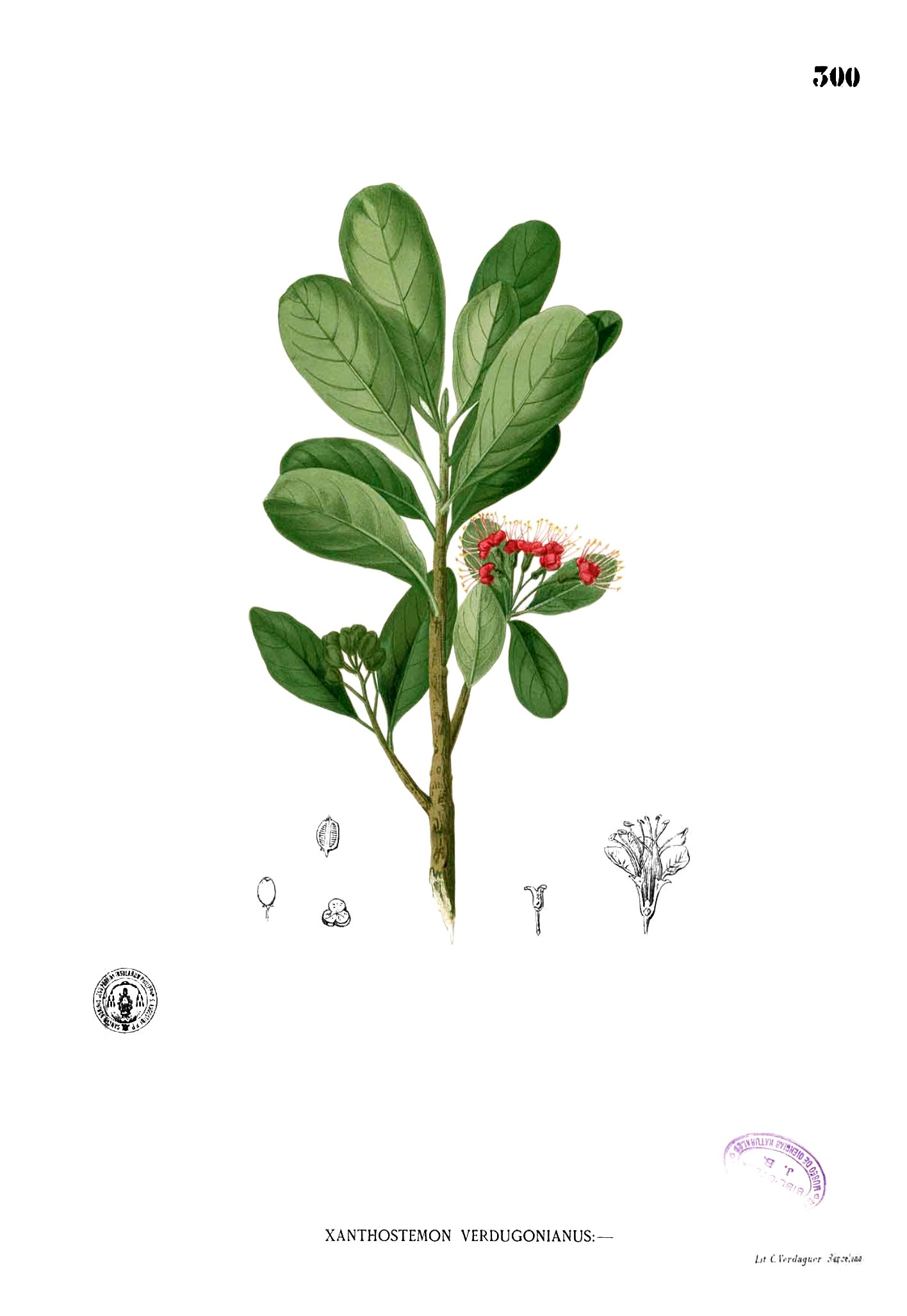
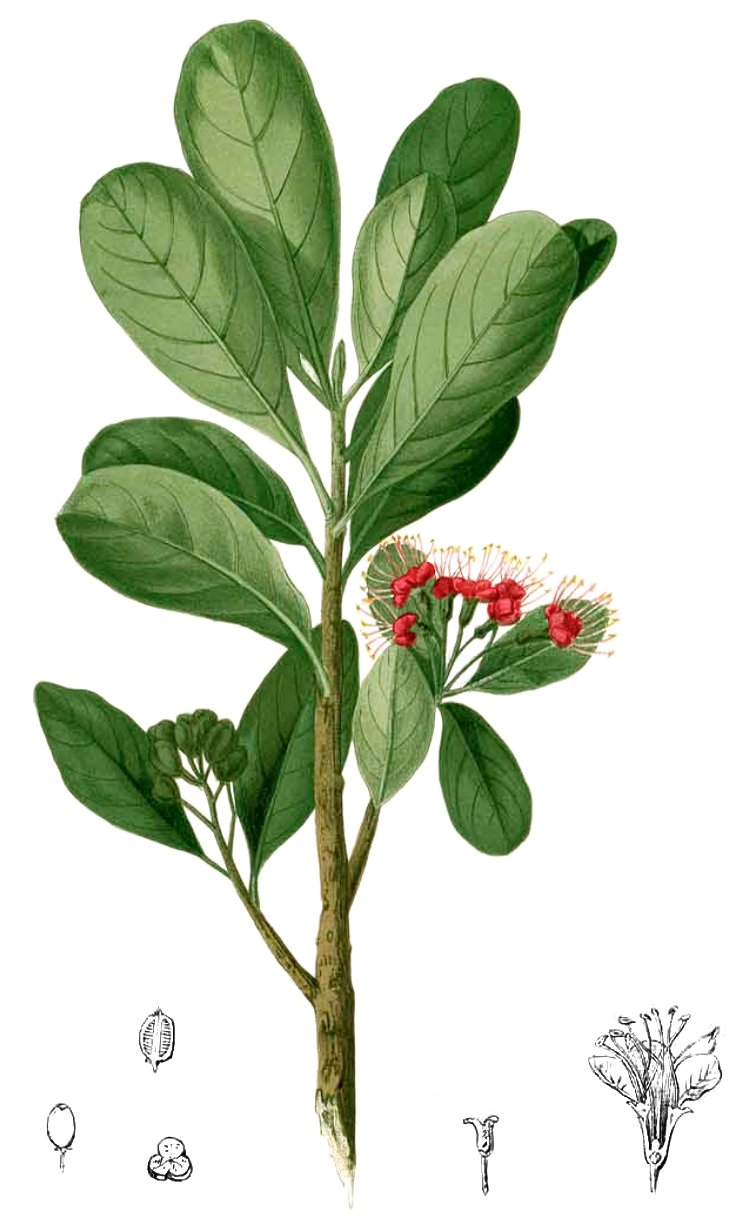
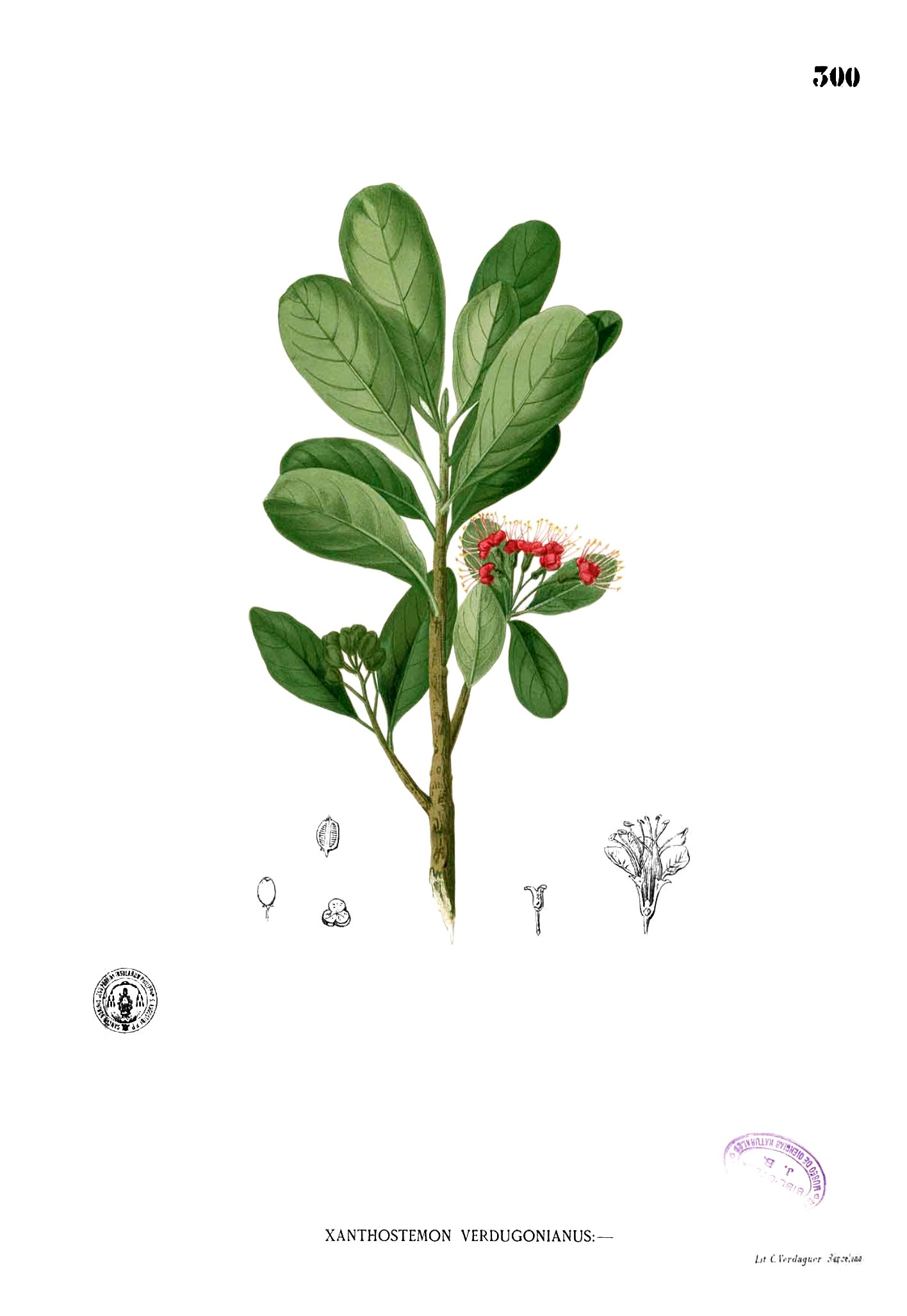